# Axel Kleimer
Axel Bernhard Kleimer, född 31 januari 1881, död 1945, var en svensk målare.
Kleimer var först elev vid Konstakademin och studerade därefter i Paris och London. Han vistades i USA 1907-10 och företog därefter upprepade resor till Italien. Kleimer framträdde både som landskaps- och porträttmålare, i förra fallet främst med motiv från Söderslätt samt med hamn- och gatubilder från Venedig och Malmö. Inom föreningslivet var Kleimer en eftersökt karikatyrtecknare. Han är representerade på Malmö konstmuseum med målningarna Landskap från Skanör och Hamnbild från Venedig och vid Nationalmuseum i Stockholm..